# Rezerwat przyrody Ostrowy
Rezerwat przyrody Ostrowy – leśny rezerwat przyrody w gminie Nowe Ostrowy, w powiecie kutnowskim, w województwie łódzkim.
Został powołany zarządzeniem Ministra Leśnictwa i Przemysłu Drzewnego z 20 listopada 1969 r. (MP Nr 50 poz. 338 z 1969 r.) na powierzchni 13,04 ha, w gromadzie Ostrowy. Według zarządzenia celem ochrony rezerwatu jest zachowanie ze względów naukowych, dydaktycznych i krajobrazowych fragmentu wielogatunkowego lasu liściastego o charakterze naturalnym.
Rezerwat zlokalizowany jest w leśnictwie Ostrowy (Nadleśnictwo Kutno, obręb Kutno).
Jest to rezerwat leśny (L):
- według głównego przedmiotu ochrony jest to rezerwat fitocenotyczny (PFi) podtypu zbiorowisk leśnych (zl),
- według głównego typu ekosystemu jest to rezerwat lasów i borów (EL) podtypu lasów nizinnych (lni)[2].

Według obowiązującego planu ochrony ustanowionego w 2013 roku (zmienionego w 2015), obszar rezerwatu objęty jest ochroną czynną.
W pobliżu, w obrębie tego samego kompleksu leśnego znajduje się rezerwat „Ostrowy-Bażantarnia”.

## Walory przyrodnicze
Obszar rezerwatu jest jednym z niewielu w gminie Nowe Ostrowy naturalnych fragmentów przyrody ojczystej. Posiada dużą wartość fitosocjologiczną, florystyczną i krajobrazową. Pełni jednocześnie istotną funkcję dydaktyczną dla uczniów i studentów okolicznych szkół. Jest atrakcją turystyczną gminy.
Zbiorowisko roślinne w rezerwacie stanowi subkontynentalny grąd niski z udziałem lipy drobnolistnej, jesionu i klonu polnego w drzewostanie.
Na terenie rezerwatu stwierdzono występowanie 180 gatunków roślin naczyniowych i 12 gatunków mchów.
Do chronionych i rzadkich roślin lądowych występujących w rezerwacie należą: 
- kruszczyk szerokolistny Epipactis latifolia,
- kopytnik pospolity Asarum europaeum,
- kruszyna pospolita Frangula alnus,
- konwalia majowa Convallaria majalis,
- szczyr trwały Mercurialis perennis,
- klon polny Acer campestre,
- fiołek przedziwny Viola mirabilis,
- pszeniec gajowy Melampyrum nemorosum,
- turzyca leśna Carex sylvatica, itd.